# Vrbić
Vrbić (Servisch: Врбић) is een plaats in de Servische gemeente Krupanj. De plaats telt 578 inwoners (2002).